# Sonja Bernhardt
Sonja Maree Bernhardt (Launceston, Australia, 1959) es una científica australiana especializada en tecnología de la información,  involucrada en tutoría y programas educativos para mujeres en tecnología de la información. Fue fundadora  y Presidenta Inaugural de WiT (Mujeres en Tecnología) en Queensland en 1997 y cofundadora y Presidenta Inaugural de AWISE (Mujeres australianas en IT, Ciencia e Ingeniería) en 2005, grupos comunitarios sin fines de lucro y programas que inspiran a mujeres y niñas an interesarse en carreras en tecnología. Fue responsable de los premios Screen Goddess IT Calendar,  Million $ Babes Awards y Doing IT Around the World.

## Trayectoria
Nació en Launceston, Tasmania en 1959 y estuvo empleada como asesora por Mincom Limited hasta febrero de 1999 cuando  estableció su propio empresa de desarrollo de software  – ThoughtWare Australia.
Proyectos Comunitarios
Bernhardt es activa en el área de apoyo a mujeres en el área de informática, especialmente en el tema de disparidad de género en la industria de informática, y hacia estos objetivos fundó INGENIO  en Queensland y cofundó AWISE, un grupo paraguas de Australia nacional. A través de AWISE y WiT, Bernhardt ha estado involucrada en el cambio de percepción de mujeres y niñas en tecnología, el incremento de concientización del tema, tutoría y proyectos de inspiración. Por ejemplo, Go Girl - Go For IT  y el programa Board Readiness. Ha sido presentada como ejemplo a seguir por el Gobierno de Queensland y Gobierno australiano.
Bernhardt Inició proyectos comunitarios que incluyen el controversial calendario "Screen Goddess IT Calendar", el cual presentó 20 mujeres que son ejemplos a seguir en poses inspiradas en famosas películas famosas, los premios  “IT’s Million $ Babes Award” que reconocen exitosas mujeres emprendedoras australianas, y“Doing IT Around the World”, un diario y series de folletos digitales que presentan el trabajo y vidas de 36 mujeres en tecnología alrededor del mundo el 11 de agosto (fecha en la que Hedy Lamarr fue otorgada la patente por espectro ensanchado) 2008.

## Posiciones de voluntariado
- 2010 Miembro invitado del comité técnico del ACIITC (Consejo de Tecnología de la Industria del Cuidado de Envejecimiento)
- 2009 Miembro de la Fundación de ACIVA (Asociación Cuidado de Envejecimiento de Vendedores de IT)
- 2008 Coordinadora Regional del Centro Asia Pacífico para Mujeres y Tecnología (1 de 10 centros regionales)
- 2007 Miembro de comité APEC Foro Digital
- 2007 Nombrada parte de Internacional Taskforce para Mujeres y ICT  apoyado por la ONU
- 2004-2005 Miembro de la Cumbre Federal de Grupo de Consejeros de ICT[15]
- 2003-2005 Nombrada parte de la Mesa Redonda de Educación Superior Empresarial del gobierno australiano  (B-HERT) - grupo de trabajo en carreras en ciencia & tecnología
- 1998-2004 Nombrada parte del Grupo Ministerial de Consejores en ICT del Gobierno de Queensland – Desarrollo de Industria–[16][17]

## Premios y reconocimientos
- Primer australiana alistada en WITI (Mujeres en la tecnología Internacional)  Salón de la Fama (2005)[18][19][20]
- WITI (Mujeres en la tecnología Internacional)  Salón de la Fama (2005)[18][19]
- Optus ICT Premio por logros (2009)[21][22]
- Premio "Nuestras Mujeres, Nuestro Estado" Estatales por Gobierno de Queensland - Industria o Negocios Categoría (2009)[23]
- Listada en múltiples publicationes australianas Quién es Quién [6][24][25]
- Medalla del Orden de Australia (OAM) por servicios a la  industria IT (2011)[20][26]

Publicaciones
- Mujeres en IT en la Nueva Era Social: Una Reseña Crítica Basada en Evidencia en la Desigualdad de Género y el Potencial de Cambio (2014). En este libro académico, Bernhardt argumenta que los asuntos más importantes ya no existen para mujeres en carreras de tecnología y la mayoría del déficit numérico se debe a elecciones personales, mientras las  barreras restantes serán eliminadas en la Nueva Era Social.
- Trabajadores en IT: Capitales Humanos en un Enorno Basado en Conocimiento (2006: Information Age Publishing). Bernhardt coescribió un capítulo de este libro titulado "Compartir Empleo para Micro y Pequeños Negocios en IT."
- La Enciclopedia de Género y Tecnología de Información Bernhardt escribió un capítulo para esta enciclopedia: “Tableros, Habilidades para IT y Mujeres - el Contexto Australiano.”
- Colaborador regular a La Guía de Tecnología de la Educación (publicado por el Grupo de Medios de comunicación australiano). Los temas cubierto son género y ICT, ICT en tableros escolares y nanotecnología.
- Ponente regular en ABC Radio Local (la mayoría regularmente en 91.7 ABC Costa FM) discutiendo una gama temas en tecnología y mujeres en tecnología.
- Technology Diva's Top Tech Tips for Your Business: una entrevista con Australian Businesswomen's Network (2009)